# Kanton Brioux-sur-Boutonne
Der Kanton Brioux-sur-Boutonne war bis 2015 ein französischer Wahlkreis im Arrondissement Niort, im Département Deux-Sèvres und in der Region Poitou-Charentes; sein Hauptort war Brioux-sur-Boutonne. Vertreter im Generalrat des Départements war zuletzt von 2008 bis 2015 Bernard Belaud (DVD).
Der 19 Gemeinden umfassende Kanton war 263,11 km² groß und hatte 6343 Einwohner (Stand: 1999). 

## Gemeinden
| Gemeinde             | Einwohner Jahr | Fläche km² | Bevölkerungsdichte | Code INSEE | Postleitzahl |
| -------------------- | -------------- | ---------- | ------------------ | ---------- | ------------ |
| Asnières-en-Poitou   | 189 (2013)     | –          | – Einw./km²        | 79015      | 79170        |
| Brieuil-sur-Chizé    | 111 (2013)     | –          | – Einw./km²        | 79055      | 79170        |
| Brioux-sur-Boutonne  | 1.523 (2013)   | –          | – Einw./km²        | 79057      | 79170        |
| Chérigné             | 163 (2013)     | –          | – Einw./km²        | 79085      | 79170        |
| Chizé                | 882 (2013)     | –          | – Einw./km²        | 79090      | 79170        |
| Ensigné              | 293 (2013)     | –          | – Einw./km²        | 79111      | 79170        |
| Les Fosses           | 444 (2013)     | –          | – Einw./km²        | 79126      | 79360        |
| Juillé               | 105 (2013)     | –          | – Einw./km²        | 79142      | 79170        |
| Luché-sur-Brioux     | 138 (2013)     | –          | – Einw./km²        | 79158      | 79170        |
| Lusseray             | 157 (2013)     | –          | – Einw./km²        | 79160      | 79170        |
| Paizay-le-Chapt      | 263 (2013)     | –          | – Einw./km²        | 79198      | 79170        |
| Périgné              | 1.014 (2013)   | –          | – Einw./km²        | 79204      | 79170        |
| Secondigné-sur-Belle | 527 (2013)     | –          | – Einw./km²        | 79310      | 79170        |
| Séligné              | 118 (2013)     | –          | – Einw./km²        | 79312      | 79170        |
| Vernoux-sur-Boutonne | 223 (2013)     | –          | – Einw./km²        | 79343      | 79170        |
| Le Vert              | 132 (2013)     | –          | – Einw./km²        | 79346      | 79170        |
| Villefollet          | 198 (2013)     | –          | – Einw./km²        | 79348      | 79170        |
| Villiers-en-Bois     | 133 (2013)     | –          | – Einw./km²        | 79350      | 79170        |
| Villiers-sur-Chizé   | 162 (2013)     | –          | – Einw./km²        | 79352      | 79170        |